# Hand (Heraldik)

Hände im Wappen der Stadt Bapaume (Frankreich)

Die Hand ist in der Heraldik eine gemeine Figur im Wappen und hat je nach Geste verschiedene Bedeutungen im Wappenfeld.
Zu unterscheiden ist die rechte und linke Hand. Bei der Wappenbeschreibung heißt es dann Rechthand oder Linkhand. Wichtig ist auch, ob der Handrücken oder die Innenhand zum Betrachter gerichtet ist. Beim Zeigen des Handrückens spricht der Heraldiker von einer Verkehrthand. Gelegentlich wird auch ein Teil des Armes mitdargestellt. Der Sachverhalt muss ebenso blasoniert werden.
Das nebenstehende Wappen ist redend, denn paume (oder niederländisch: palmen) bedeutet 'Handfläche'.

## Gesten
Als Schwurhand wird eine erhobene Hand, oft mit den zum Schwur gestreckten Fingern, dargestellt. Hierzu sind der Daumen, Zeigefinger und Mittelfinger aufwärts und die anderen Finger abwärts gebogen. In der englischen Heraldik wird diese Hand als Beizeichen genommen. Eine rote, abgeschnittene, aufrechte Hand ist ein Zeichen der Baronetwürde. Sie ist dem Badge von Ulster entnommen und in vielen Geschlechterwappen wiederzufinden.
Ist die Hand gesenkt, so wird diese als segnende Hand beschrieben. Hierbei sind Mittel- und Zeigefinger zum Segnen gestellt. Im Wappen wird sie quer und auf Pfahlmitte gelegt.
Auch betende Hände sind ein Wappenmotiv.

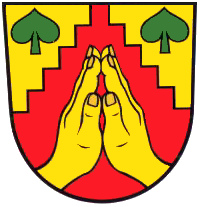
Bethenhausen

Treue Hände

Hände halten eine Schale: Bad Wiessee

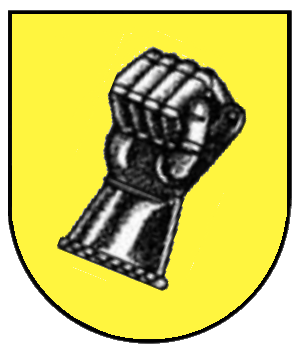
Berlichingen

Hand auf dem Wappentier von Sipplingen

Die Hand kann zur Faust geballt oder eisern sein.
Erfassen sich zwei Hände, so sind es treue Hände. Die Haltung mit der Innenhand nach vorn wird als abgewendet bezeichnet.
Die Hände werden zum Halten der verschiedensten Dinge genommen. Sie können zu diesem Zweck auch durch Rüstteile geharnischt oder mit Flügeln versehen sein. Die Hand kann auch einen Handschuh tragen oder dieser ist alleine dargestellt. Beispiel ist das Wappen der Herren von Handschuhsheim.

## Galerie

### Schwurhand

Drei Schwurhände: Anjala, Finnland
Druisheim
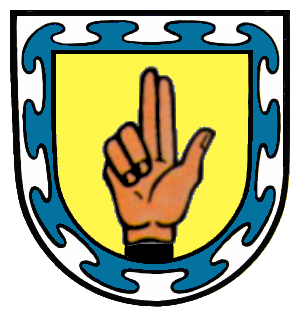
Ehemaliges Wappen von Eisenbach (Hochschwarzwald)
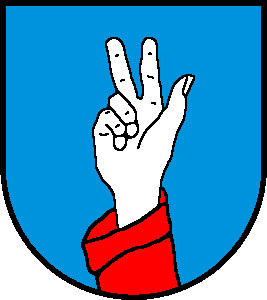
Gempen, Schweiz
Grästorp, Schweden
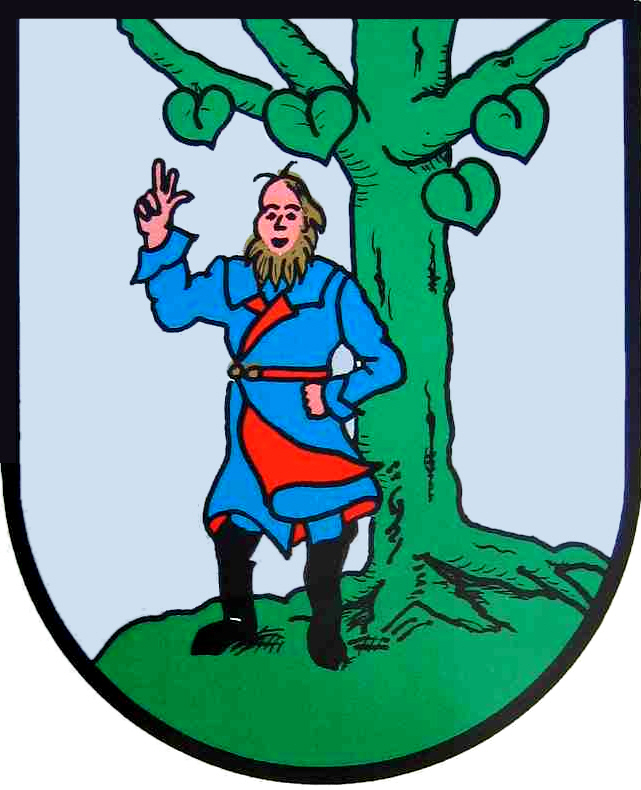
Groß Ilde, Landkreis Hildesheim
Saint-Jean-de-Maurienne, Frankreich
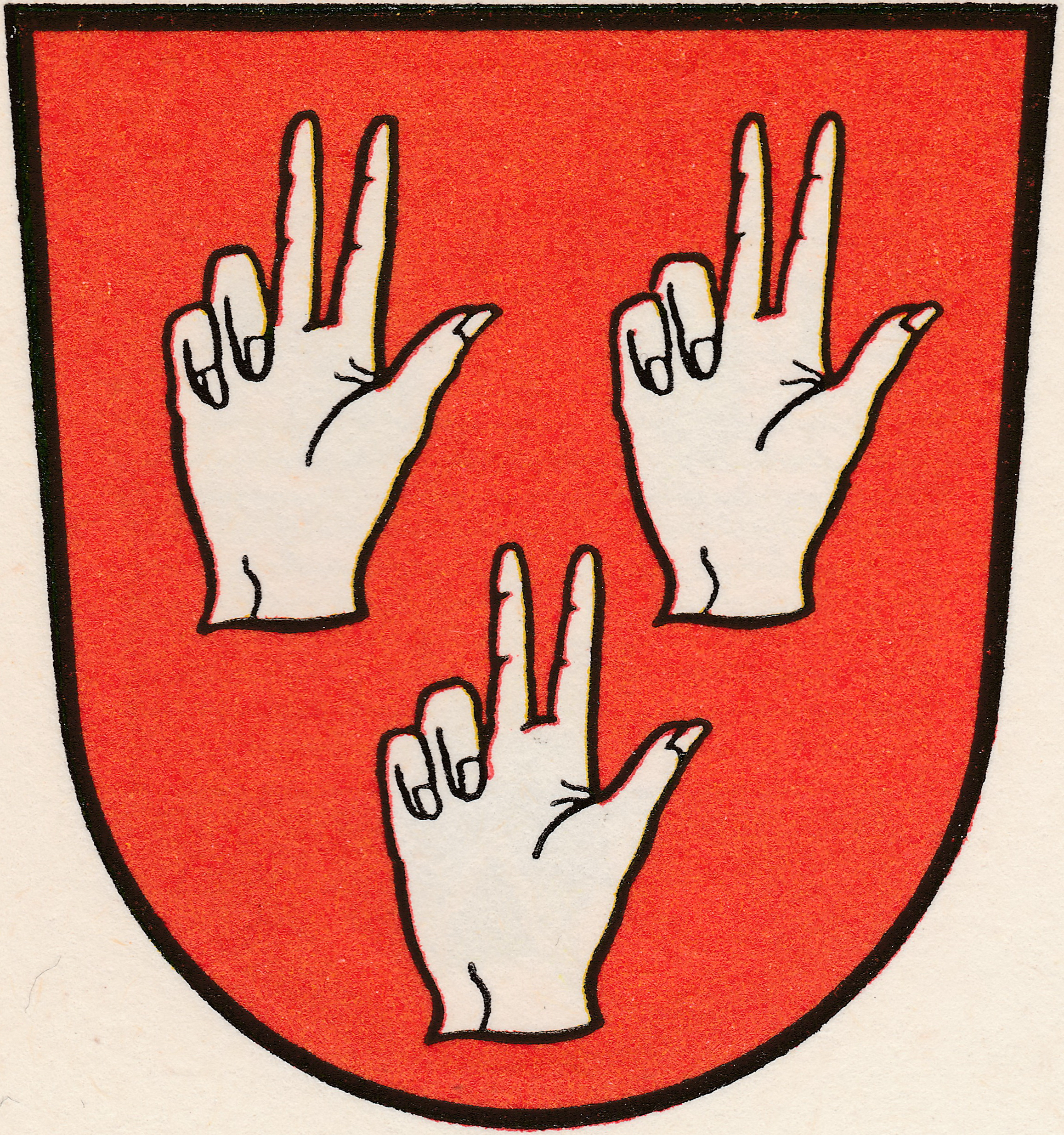
Jork, Landkreis Stade (bis 1972)
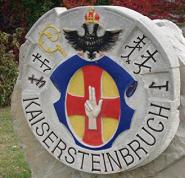
Ortsstein von Kaisersteinbruch, Österreich
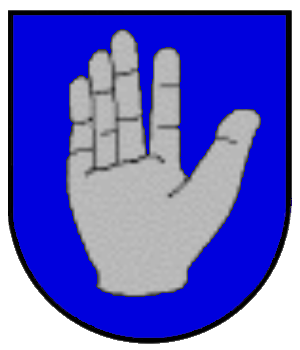
Lehningen, Enzkreis
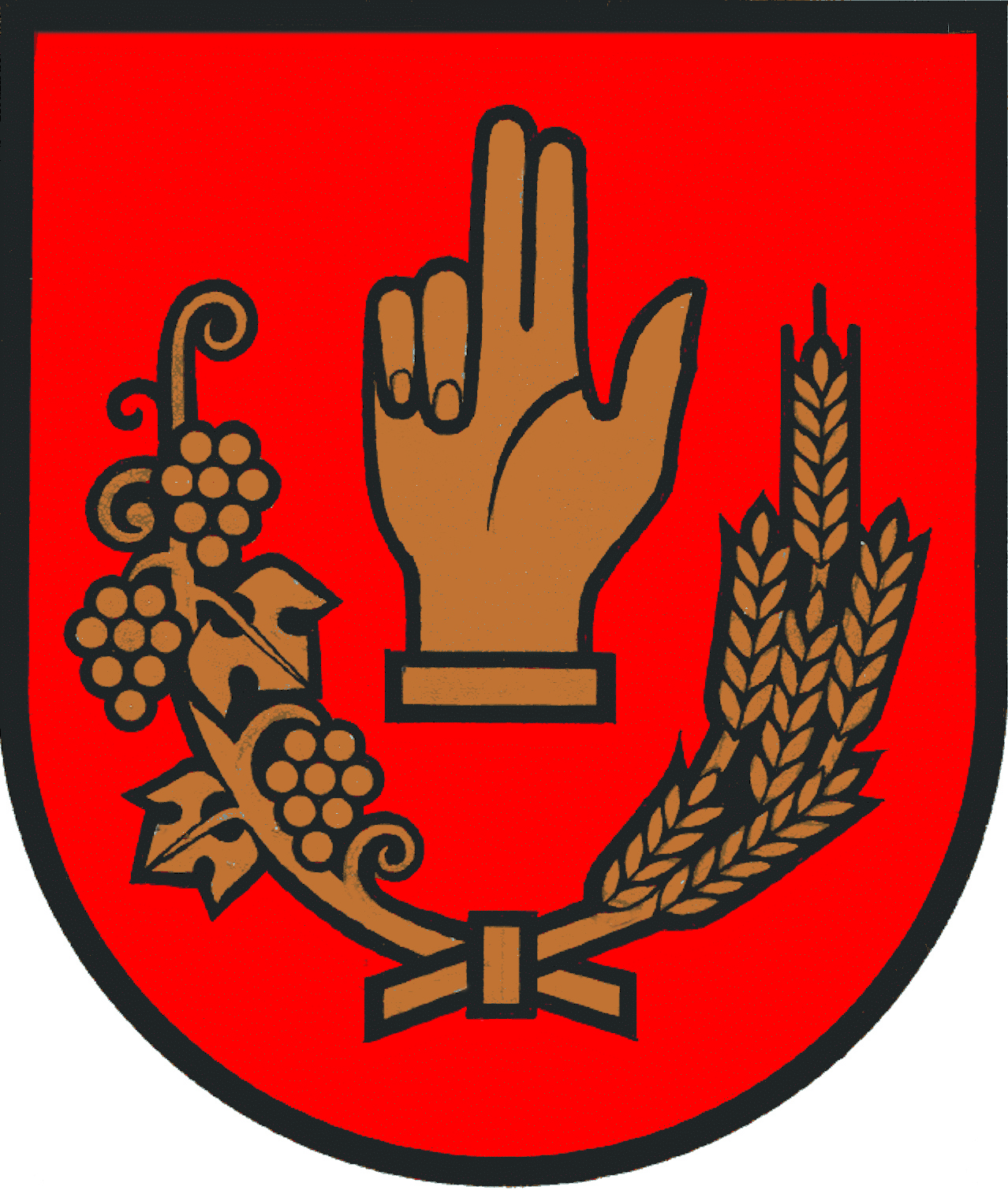
Mönchhof, Österreich
Sulz im Weinviertel, Österreich
Oberammergau (Passionskreuz und zwei Schwurhände)
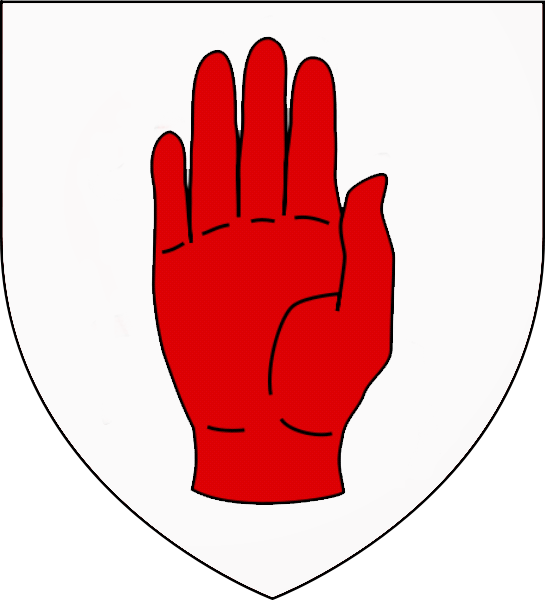
Wappen von Ulster, Irland/Nordirland
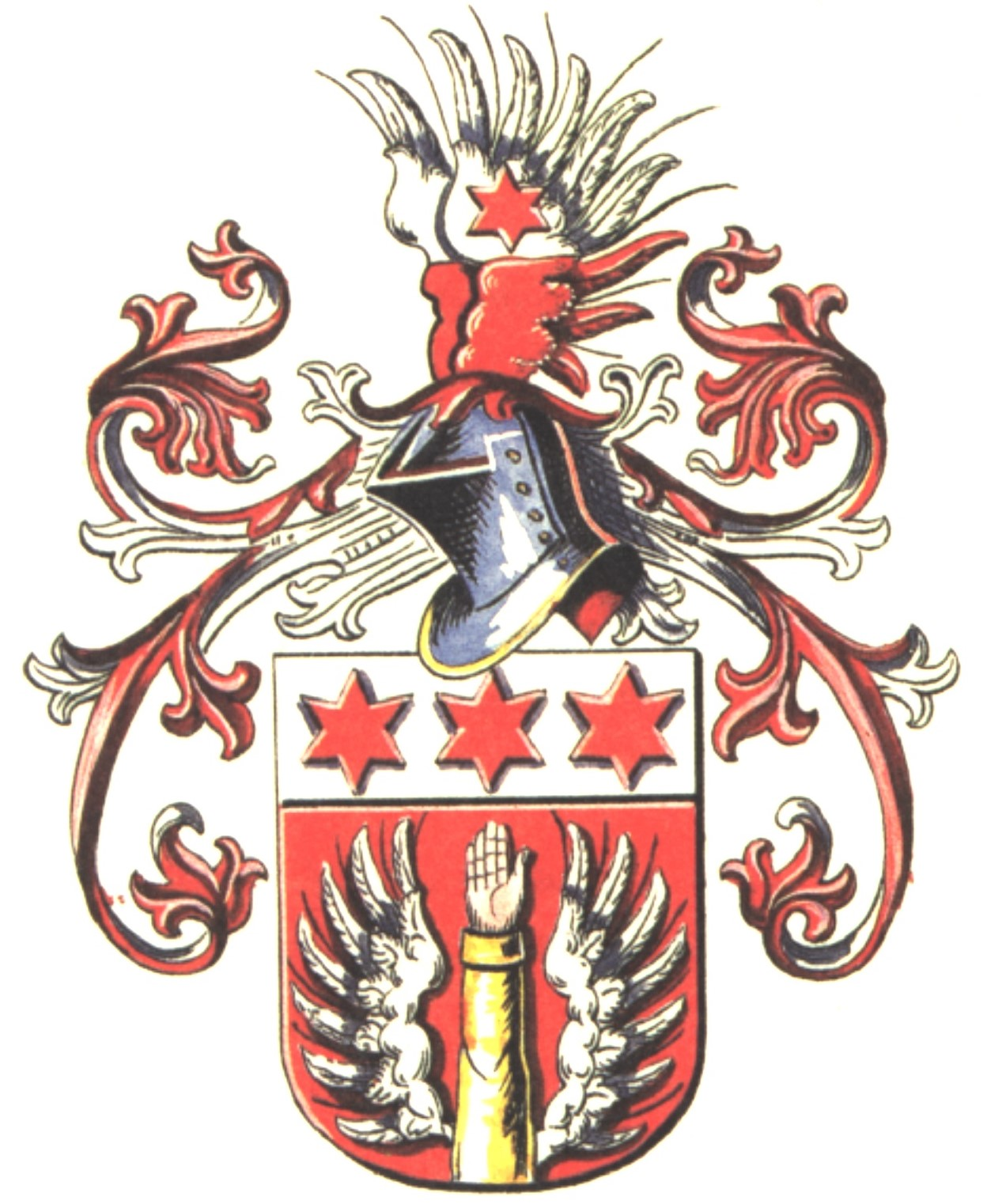
Wappen der Poschinger
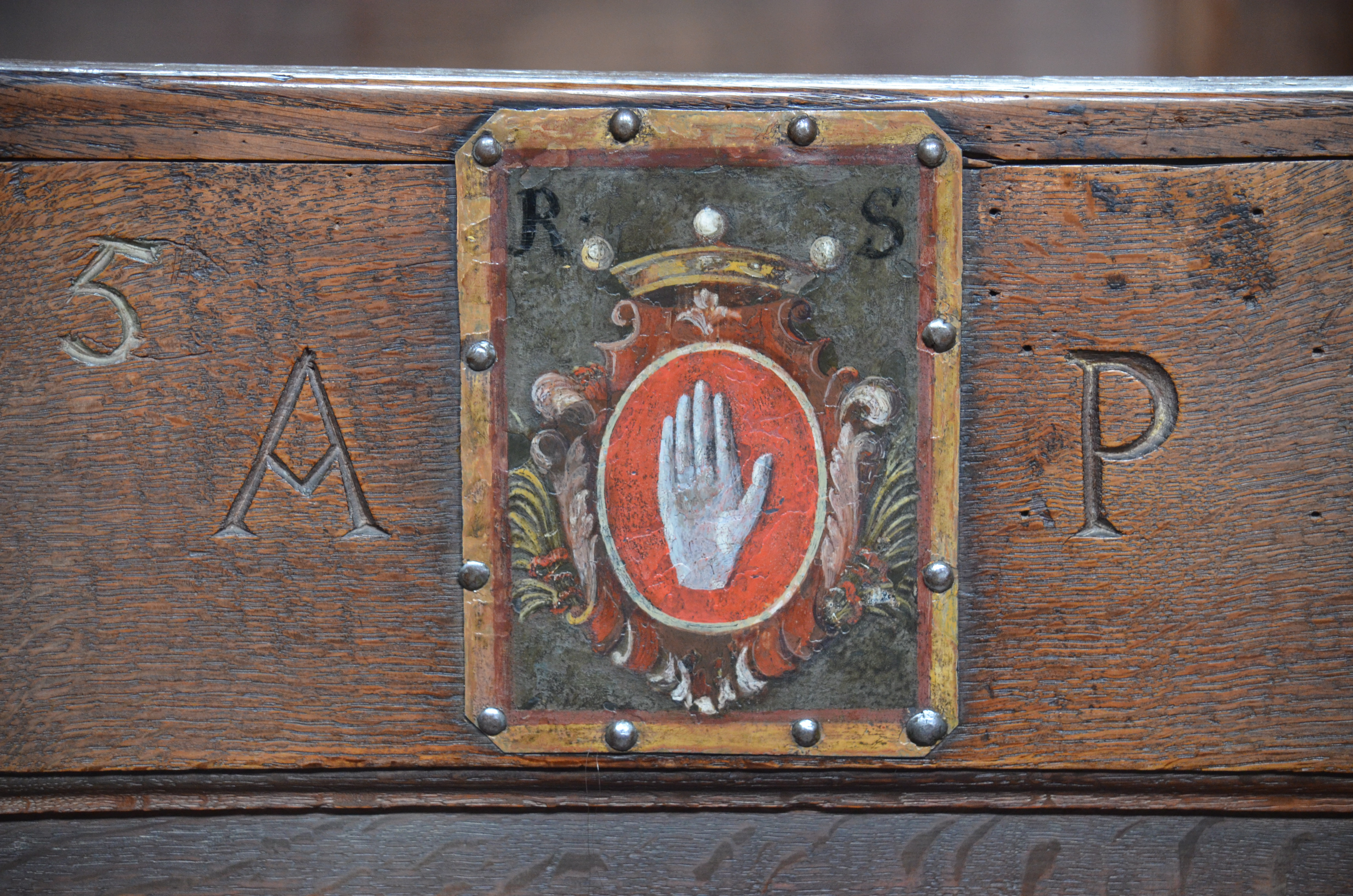
Wappen der Sinner

### Treue Hände

Wappen Argentiniens
Wappen Arubas
Wappen Bad Köstritz
Wappen Corsier-sur-Vevey (Kanton Waadt)
Wappen Egg (Kanton Zürich)
Wappen Friedberg (Steiermark)
Wappen von Gosheim (Hand hält Schwurstab)
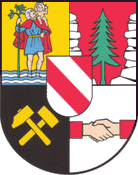
Wappen Hohenstein-Ernstthal
Wappen Horstedt (Nordfriesland)
Wappen Knöringen
Wappen Pesaro (Region Marken)
Wappen Rennweg am Katschberg (Kärnten)
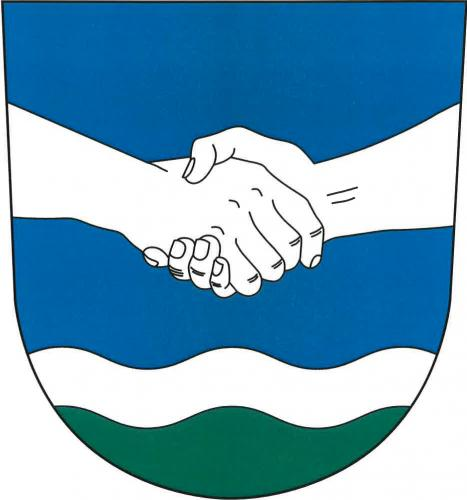
Wappen Svépravice (Böhmen)
Wappen Unterlauter
Abzeichen der SED (→ Parteisymbol)